# Тринадцатый воин
«Тринадцатый воин» (англ. The 13th Warrior) — американский художественный фильм, снятый по роману Майкла Крайтона «Пожиратели мёртвых». Сюжет основан на «Записке» ибн Фадлана о путешествии в Волжскую Булгарию, эпосе «Беовульф» и романе «Пожиратели мёртвых».

## Сюжет
Начало сюжета основано на «Записке» Ибн Фадлана, описывающей исторические события X века.
Ахмед Ибн Фадлан, придворный багдадский поэт, изгнан из двора халифа по подозрению в адюльтере и отправлен послом на север в Волжскую Булгарию.
Караван, с которым путешествует Ахмед, подвергается нападению кочевников и после погони оказывается прижатым к реке. Неожиданно появившийся торговый корабль норманнов спасает всех от неминуемой смерти. Ахмед и друг его отца Мельхиседек направляются к ладье и вскоре предстают перед конунгом Бульвайфом. 
Дальнейшие события фильма развиваются по мотивам древнегерманского эпоса «Беовульф», написанного в начале VIII века.
К Бульвайфу приходит весть о необходимости помочь одному из скандинавских королей — Хротгару, поскольку его земли одолевают чудовища, которых нельзя называть по имени. После обращения к оракулу викинги узнают, что в поход должны отправиться 13 воинов (столько, сколько месяцев у них в году), но при этом тринадцатым воином должен быть чужеземец, которым и становится Ахмед.
Поначалу поэт не понимает язык варваров-викингов, но, наблюдая за ними и внимательно слушая, начинает его познавать. После этого Ахмед вживается в общину, его обучают искусству войны, стратегии выживания. Когда 13 воинов добираются по морю до назначенного поселения, то узнают, что на замок престарелого короля Хротгара нападают таинственные «вендалы» — свирепые дикари, которые ходят в шкурах зверей и пожирают мёртвых.
Воины подбирают прибежавшего к поселению израненного мальчика, который жил в усадьбе в лесу. Прибыв туда, воины находят обезглавленные трупы и вырезанную из камня фигурку матери-прародительницы — «матери вендалов». Ахмед сохраняет её и, как окажется впоследствии, не напрасно. Понимая, что сейчас вендалов не выследить, все возвращаются назад к замку. Первую ночь воины выдерживают нападение внутри замка, но понесённые ими потери, а также то, что они не нашли ни одного убитого врага, вынуждают их строить укрепление.
Воины решают выследить вендалов до их логова и напасть. Супруга Хротгара вёдет Бульвайфа к пророчице (тот берёт с собой Ахмеда), которая, взглянув на сохранённую Ахмедом фигурку, говорит, что вендалы перестанут нападать, когда будут убиты их мать и их вождь. Поредевший после двух ночных схваток отряд викингов идёт по следу и пробирается в логово вендалов, которое находится в горной пещере. Проникая внутрь, Бульвайф вступает в поединок с матерью вендалов и убивает её, но сам получает рану от её когтя, который был смочен в яде. Воины выбираются из логова через подводный лаз, при этом теряют одного из товарищей.
Понимая, что вендалы будут мстить за смерть матери и будут нападать, поскольку их вождь ещё жив, воины готовятся дать последний бой. Слабеющий от яда Бульвайф выходит к ним и начинает предсмертную вису, которую вместе с ним произносят остальные воины, в том числе и Ахмед. В коротком поединке Бульвайф убивает вождя нападающих, и вендалы уходят навсегда. Однако яд окончательно добивает его, и Бульвайф умирает. Его хоронят с королевскими почестями. Ахмед проливает по нему слёзы.
Выполнив свой долг перед Хротгаром, оставшиеся в живых воины и Ахмед, который уже успел со всеми сдружиться, отправляются домой. Позже, возвратившись на родину, Ахмед пишет хронику своих приключений.

## В ролях
- Антонио Бандерас — Ахмед ибн Фадлан ибн-аль-Аббас ибн Рашид ибн Хаммад
- Владимир Кулич — конунг викингов Бульвайф
- Деннис Стурхёй — Хергер-весельчак
- Омар Шариф — Мельхиседек, друг отца Ахмеда
- Андерс Т. Андерсен — Виглаф, сын короля
- Ричард Бреммер — Скэлд-суеверный
- Тони Каррен — Уис-музыкант
- Дэниэл Саузерн — Етхо-молчун
- Нил Маффин — Ронет-всадник
- Джон Десантис — Рагнар-хмурый
- Клайв Расселл — Хельфдан-толстый
- Миша Хауссерман — Ретель-лучник
- Оливер Свейнэлл — Хэлтаф-мальчишка
- Асбьерн Рийс — Хэлга-мудрый
- Мария Бонневи — прислужница Ольга
- Дайан Венора — королева Вальхтеов
- Свен Вольтер — король Хротгар
- Эрик Авари — лидер каравана

## Дополнительная информация
- При бюджете в 85 млн долларов, затраченных при производстве фильма, и более 70 млн, которые были израсходованы прокатными и рекламными организациями, фильм собрал 61,7 млн.долларов США.
- Озвучка отрывка, где воины говорят предсмертную вису перед последней битвой, в русском дубляже была использована группой Butterfly temple в песне «Волки Одина» в альбоме «Сны Северного моря» в качестве вступления.
- Производство фильма началось ещё летом 1997 года. После завершении съёмок эта лента полтора года не выпускалась на экраны США — так что поневоле получилось, что следующая картина Джона Мактирнена «Афера Томаса Крауна» вышла в прокат даже на три недели раньше. И в последний уик-энд августа 1999 года они обе присутствовали в десятке лидеров. Но всё равно осталось неясным, что же заставило известного американского писателя, режиссёра и продюсера Майкла Крайтона столько времени препятствовать выпуску фильма «13-й воин».